# Marian Morelowski
Marian Morelowski (ur. 2 marca 1884 w Wadowicach, zm. 25 lipca 1963 we Wrocławiu) – polski historyk sztuki, romanista, pedagog, kustosz Państwowych Zbiorów Sztuki na Wawelu (1926–1929), profesor nadzwyczajny Uniwersytetu Stefana Batorego w Wilnie (1934–1941), profesor nadzwyczajny Katolickiego Uniwersytetu Lubelskiego (1946–1952), profesor i kierownik Katedry Historii Sztuki Uniwersytetu Wrocławskiego (1953–1960).

## Życiorys
Urodził się 2 marca 1884 w Wadowicach, w rodzinie Juliana Feliksa Morelowskiego h. Prus (I) (1850–1916) i Sabiny Langfort h. Jagnię (zm. 1893). W 1902 zdał egzamin dojrzałości w C. K. Gimnazjum św. Jacka w Krakowie. Studiował historię sztuki i filologię romańską na Uniwersytecie Jagiellońskim. W latach 1905–1906 kontynuował studia na Uniwersytecie w Wiedniu, a w następnym roku w Paryżu na Sorbonie i w Collège de France. Po powrocie do Krakowa w latach 1911–1915 był nauczycielem języka francuskiego. W 1912 na podstawie rozprawy „Świat zewnętrzny w twórczości Saint Pierr'a” uzyskał doktorat na uniwersytecie w Wiedniu.

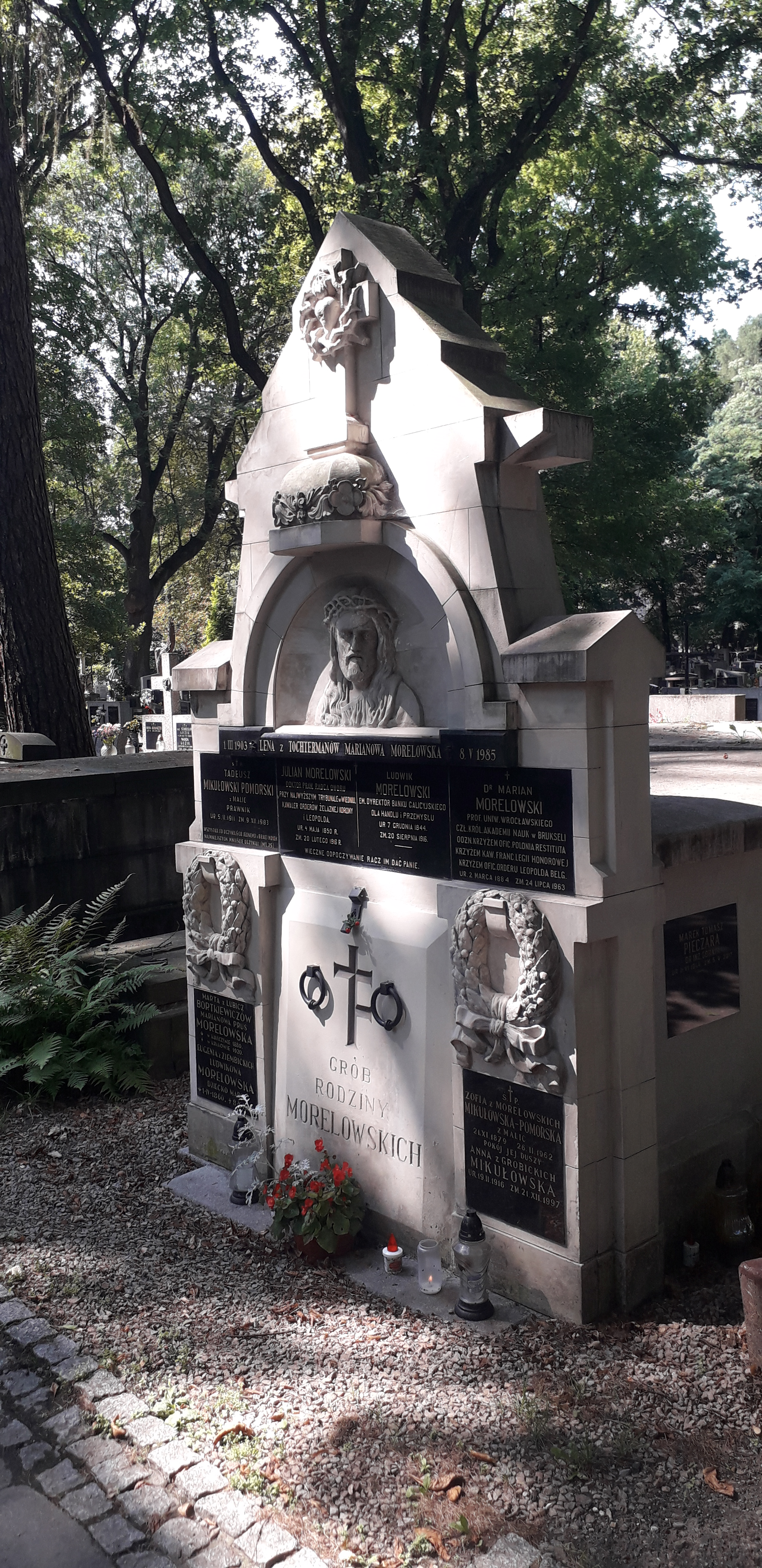
Grób Mariana Morelowskiego

W latach 1915–1918 przebywał w Moskwie jako jeniec cywilny założył Wydział Opieki nad Zabytkami Kultury i Sztuki Polskiej. Celem tej instytucji było wyszukiwanie, inwentaryzowanie i ratowanie skonfiskowanych dóbr kultury polskiej. Po zakończeniu działań wojennych, kiedy Związek Radziecki w 1921 podjął decyzję o oddaniu polskich skarbów został ekspertem komisji rewindykacyjnej. Pozostał w Kraju Rad do 1926, a owocem jego poszukiwań było między innymi odzyskanie arrasów wawelskich. Z tego czasu pochodzi praca naukowa „Arrasy wawelskie Zygmunta Augusta” po raz pierwszy opublikowana w 1922.
Po rezygnacji ze stanowiska kustosza Zamku Wawelskiego w 1930 przeprowadził się do Wilna, gdzie był zastępcą profesora, a od 1934 profesorem nadzwyczajnym historii sztuki na Uniwersytecie Wileńskim. Przedmiotem naukowych badań z tego okresu stała się dla Morelowskiego barokowa architektura Wilna. W latach 1938–1939 ukazała się drukiem praca naukowa będąca plonem tych badań pt. „Zarys syntetyczny sztuki wileńskiej od gotyku do neoklasycyzmu”.
Okres II wojny światowej spędził w Wilnie wykładając na tajnych kompletach.
Po zakończeniu wojny profesor Morelowski związał się najpierw z KUL-em, a od 1947 podjął także wykłady na Uniwersytecie Wrocławskim. Do Wrocławia przeniósł się na stałe w 1949, w 1953 został profesorem nadzwyczajnym i kierownikiem katedry historii sztuki Uniwersytetu Wrocławskiego, od 1958 był profesorem zwyczajnym tej uczelni. Na emeryturę przeszedł w 1960, a przez kolejne 2 lata prowadził jeszcze gościnnie wykłady dla studentów.
Przedmiotem naukowych badań we Wrocławiu była średniowieczna sztuka Dolnego Śląska. Profesor był członkiem wielu towarzystw naukowych polskich i obcych, posiadaczem wysokich odznaczeń belgijskich i francuskich. W latach 1958–1959 był członkiem zespołu mającego przygotować odbiór polskich zbiorów, arrasów wawelskich od II wojny przechowywanych w Kanadzie. We Wrocławiu profesor mieszkał przy ulicy Piaskowej 13.
Był dwukrotnie żonaty, od 1913 z Martą Bortkiewicz (zm. 1920), od 1929 z Leną Tochterman. Z drugiego związku miał syna i córkę.
Zmarł we Wrocławiu. Spoczywa w rodzinnym grobowcu na cmentarzu Rakowickim w Krakowie (kwatera XVB-płn-wsch-narożnik).

## Ordery i odznaczenia
- Krzyż Oficerski Orderu Odrodzenia Polski (28 kwietnia 1926)[5]
- Krzyż Oficerski Orderu Leopolda (Belgia)[3]
- Krzyż Kawalerski Legii Honorowej[6]